# The Loudwater Mystery
The Loudwater Mystery é um filme mudo britânico de 1921, do gênero policial, dirigido por Walter West e estrelado por Gregory Scott, Pauline Peters e Clive Brook. Foi baseado no romance homônimo de 1920, do autor britânico Alfred Jepson. Um detetive que investiga a morte de um aristocrata eventualmente deduz que ele foi assassinado por seu secretário.

## Elenco
- Gregory Scott - Hubert Manley
- Pauline Peters - Lady Loudwater
- Clive Brook - Lord Loudwater
- Cameron Carr - inspetor Flexen
- Charles Tilson-Chowne - coronel Grey
- Arthur Walcott - Carrington
- Nan Heriot - Miss Truslove
- Charles Poulton - Roper